# Chevy-Chase-Strophe
Die Chevy-Chase-Strophe ist eine im 18. Jahrhundert von Friedrich Gottlieb Klopstock und Johann Wilhelm Ludwig Gleim in die deutsche Dichtung eingeführte Strophenform.
Sie besteht aus vier kreuzgereimten Versen (Reimschema [abab]), wobei der erste und dritte Vers vier Hebungen, der zweite und vierte Vers drei Hebungen hat. Die Zahl der unbetonten Silben zwischen den Hebungen kann variieren (freie Senkungsfüllung), das Versmaß tendiert jedoch zum jambischen Rhythmus. Alle Verse schließen mit männlicher Kadenz. Das Strophenschema ist demnach in metrischer Formelnotation:
[4ma 3mb 4ma 3mb]
Der Name bezieht sich auf eine um 1550 entstandene englische Volksballade The Ancient Ballad of Chevy-Chase über eine verhängnisvolle Jagd in den Cheviot Hills in Northumberland, die als Eingangsgedicht von Percys berühmter Sammlung Reliques of Ancient English Poetry (1765) erschien. Das Gedicht wurde jedoch schon 1743 von Luise Adelgunde Victorie Gottsched übersetzt. In Johann Gottfried Herders Sammlung Volkslieder erschien die Übersetzung unter dem Titel Die Chevy-Jagd und mit der Bemerkung „Dieß Stück ist die berühmte älteste Englische Ballade, die auch in der Uebersetzung nicht gar zu glatt erscheinen konnte, sollte sie das, was sie ist, einigermassen bleiben.“ Die erste Strophe lautet:
Der Pércy aús Northúmberlánd

Einen Schwúr zu Gótt thät ér,

Zu jágen auf Chýviaths Bérgen,

Drei Tág’ lang ríngs umhér.
1749 ließ Friedrich Gottlieb Klopstock ein Kriegslied zur Nachahmung des alten Liedes von der Chevy-Chase-Jagd veröffentlichen, das mit König Friederich offenbar den preußischen König Friedrich II. als Schlachtenlenker und besten Mann im ganzen Vaterland preist. Die ersten drei Strophen des reimlosen Gedichts lauten:
Die Schlacht geht an! der Feind ist da!

Wohlauf zum Sieg ins Feld!

Es führet uns der beste Mann

Im ganzen Vaterland!

Es braust das königliche Roß,

Und trägt ihn hoch daher.

Heil, Friederich! Heil dir Held und Mann

Im eisernen Gefild!

Sein Antlitz glüht vor Ehrbegier,

Und herscht den Sieg herbey!

Schon ist an seiner Königsbrust

Der Stern mit Blut besprizt!
Zwanzig Jahre später war daraus ein nicht weniger blutrünstiges Loblied auf den deutschen König Heinrich I. unter dem Titel Heinrich der Voͤgler geworden.
Ähnlich martialisch geht es in Gleims Preußischen Kriegsliedern (1758) zu, wo Gleim die Strophenform mit dem Kreuzreim aufnimmt:
Sie wóllen, húnderttáusend Mánn,

Uns ǘberwínden; Há!

Auf, Fríedrich, áuf! Mit úns hinán!

Mit úns, Viktóriá!
Der markante Rhythmus und die Vorbilder Klopstocks und Gleims bewirkten, dass die Strophenform im 19. und bis in das 20. Jahrhundert vor allem für patriotische und militärische Stoffe gerne verwendet wurde, weshalb man geradezu von der „Grenadierliederstrophe“ sprach. Hier die erste Strophe von Moritz Graf von Strachwitz’ Das Herz von Douglas (1843):
Graf Doúglas, présse den Hélm ins Háar,

Gürt úm dein líchtblau Schwért,

Schnall án dein schä́rfstes Spórenpáar

Und sáttle dein schnéllstes Pférd!
Die Strophe bleibt aber nicht allein auf martialisch-patriotische Thematiken beschränkt, sondern findet zunehmend breite Verwendung auch in der anakreontischen Lyrik (Christian Felix Weiße), den Liedern der Hainbund-Dichter (Hölty, Miller und Matthias Claudius) und in der humoristischen Ballade (zum Beispiel bei Gottfried Keller und Wilhelm Busch).
Im 20. Jahrhundert wird sie nur noch gelegentlich verwendet, etwa bei Wolf Biermann und Peter Rühmkorf. Ein bekanntes Beispiel gibt es bei Bertolt Brecht, der den „Kriegsliedton“ in der Legende vom toten Soldaten ironisch noch einmal aufnimmt:
Und áls der Kríeg im víerten Lénz

Keinen Aúsblick auf Fríeden bót

Da zóg der Soldát die Kónseqúenz

Und stárb den Héldentód.
Als unironisch „patriotische“ Strophenform erscheint sie nur noch bei Dichtern wie Börries von Münchhausen und Agnes Miegel.
In der englischen Dichtung entspricht der Chevy-Chase-Strophe das Ballad metre, wobei hier meist nur die Dreiheber gereimt sind, das Reimschema also [xaxa] ist. Wenn die Verse zudem regelmäßig jambisch sind, so wird die Strophenform als Common measure bezeichnet, wodurch auch seine lange Tradition und große Verbreitung ausgedrückt wird.
Wie in der englischen Dichtung (common octave) gibt es auch in der deutschen die Variante einer Verdoppelung der Strophe, wodurch ein Achtzeiler mit dem Strophenschema
[4ma 3mb 4ma 3mb 4mc 3md 4mc 3md]
entsteht. Beispiele finden sich bei Goethe (Der Fischer, 1779) und Fontane (Gorm Grymme, 1864). Die letzte Strophe von Der Fischer lautet:
Das Wásser ráuscht’, das Wásser schwóll,

Netzt’ íhm den náckten Fúß;

Sein Hérz wuchs íhm so séhnsuchtsvóll

Wie béi der Líebsten Grúß.

Sie sprách zu íhm, sie sáng zu íhm;

Da wár’s um íhn geschéhn;

Halb zóg sie íhn, halb sánk er hín

Und wárd nicht méhr geséhn.
Und bei Fontane:
König Górm herrscht ǘber Dä́nemárk,

Er hérrscht die dréißig Jáhr,

Sein Sínn ist fést, seine Hánd ist stárk,

Weiß wórden ist núr sein Háar,

Weiß wórden sind núr seine búschigen Bráu’n,

Die máchten mánchen stúmm,

In Grímme líebt er dréin zu scháun, –

Gorm Grýmme héißt er drúm.